# Microrégion de Cuiabá

Localisation de la microrégion de Cuiabá

La microrégion de Cuiabá est l'une des quatre microrégions qui subdivisent le centre-sud de l'État du Mato Grosso au Brésil.
Elle comporte 5 municipalités qui regroupaient 844 367 habitants en 2006 pour une superficie totale de 28 134 km².

## Municipalités[1]
- Chapada dos Guimarães
- Cuiabá
- Nossa Senhora do Livramento
- Santo Antônio do Leverger
- Várzea Grande